# ديمتريس كاليتزيديس (كرة سلة)
ديمتريس كاليتزيديس (باليونانية: Δημήτρης Καλαϊτζίδης)‏ مواليد 15 فبراير 1985 في سالونيك، هو لاعب كرة سلة يوناني. بدأ مسيرته الاحترافية في سنة 1998. يلعب في الدوري اليوناني لكرة السلة. يحمل الرقم 15. يبلغ طوله 6 قدم 6 بوصة (2.0 م).

## المسيرة الاحترافية
لعب مع نادي إراكليس سالونيك لكرة السلة من سنة 1998 إلى 2005، ثم لعب مع نادي أولمبياكوس لكرة السلة في موسم 2005–2006، ثم لعب مع نادي أوليمبياس باتراس لكرة السلة في موسم 2006–2007، ثم لعب مع نادي إراكليس سالونيك لكرة السلة في سنة 2016.

## روابط خارجية
- ديمتريس كاليتزيديس على موقع الاتحاد الدولي لكرة السلة (الإنجليزية)
- ديمتريس كاليتزيديس على موقع الدوري الأوروبي لكرة السلة (الإنجليزية)
- ديمتريس كاليتزيديس على موقع كرة السلة الأوروبية.كوم (الإنجليزية)
- ديمتريس كاليتزيديس على موقع ريلجم (الإنجليزية)
- ديمتريس كاليتزيديس على موقع بروبوليرز (الإنجليزية)
- ديمتريس كاليتزيديس على موقع سبورتس رفرنس (الإنجليزية)